# Pierfranco Colonna
Pierfranco Colonna, pseudonimo di Franco Rosario Castellani (Torino, 31 maggio 1945 – Torino, 9 luglio 2001), è stato un cantante italiano.

## Biografia

### Studi, giovinezza e Ragazzi del Sole
Franco Castellani, dopo un soggiorno in Inghilterra, al suo ritorno a Torino forma con altri musicisti torinesi il gruppo beat I Ragazzi del Sole.

### 1967-1975: Pierfranco Colonna
Dopo aver abbandonato il gruppo, nel 1967 firma per la Ariston Records, scegliendo il nome d'arte di Pierfranco Colonna e incidendo due 45 giri con il suo gruppo, i Boa Boa (composto da Piero Pantò (proveniente dal complesso di Michele) alla chitarra, Roberto Senzasono (già negli Skylarks di Ricky Shayne) alla batteria, Enrico Buscaglia alle percussioni, Mario Scotti al basso, Thomas Gagliardone, poi nell'Equipe 84, alle tastiere e da due sassofonisti, Mariano Lozzi e Michele Bovi, futuro giornalista.
Nel maggio del 1968 Pierfranco suona con il suo gruppo al teatro Brancaccio di Roma come spalla di Jimi Hendrix; nel 1970 incide un brano per una compilation realizzata dall'Apollo.
Continua poi l'attività specialmente dal vivo, ma avrà nel decennio successivo alcuni problemi legati all'alcool e alla droga, che lo porteranno anche in carcere.

### 1990-2001: Pierfranco Colonna
Nei primi anni novanta riprende ad esibirsi, e incide un nuovo CD nel 1998, intitolato Percorsi: il suo contributo artistico è riscoperto grazie a personaggi come Ursus, leader dei No Strange.
Muore a causa di un tumore il 9 luglio 2001 a Torino, all'età di 56 anni.

## Discografia

### Da solista
Album in studio
- 1998 - Percorsi (Carosello)

Singoli
- 1967 - Quando un uomo non sa amare/Anche lei lo sa (Ariston Records, Ar 0196)
- 1967 - Sotto gli alberi gialli/Un uomo senza pietà (Ariston Records, Ar 0223)
- 1968 - Unca dunca/Anche lei lo sa (Ariston Records)
- 1970 - Passo/Che uomo sei (Apollo, ZA-50011)
- 1972 - Apriti uomo/I giorni contati (Studio)

### Con I Ragazzi del Sole
- 1966 – I Ragazzi del Sole